# 兩部曼荼羅
两部曼荼羅，又称两界曼荼罗，是東密術語。是五方佛在胎藏界与明王在金刚界的型态，包括核心有414个形态。
金刚界代表佛的不可转变宇宙原则，胎藏界示范了佛在世界的活动。曼荼罗因此表达了大乘佛教的法与金刚乘的教导，在日本真言宗寺院经常有两部曼荼罗出现。两部在印度是分开发展，最早可能是惠果时代出现在中国。

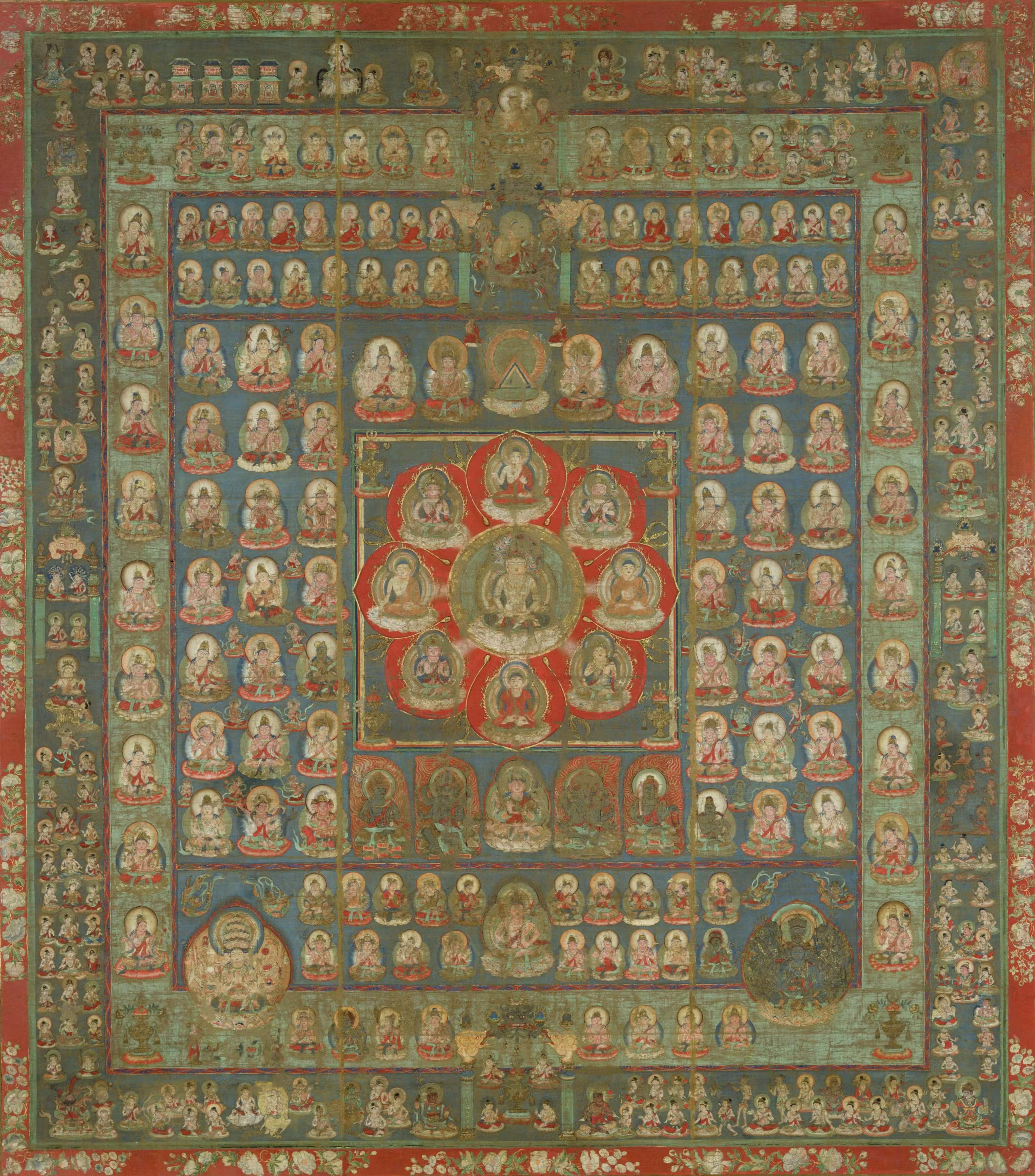
胎藏界曼荼羅
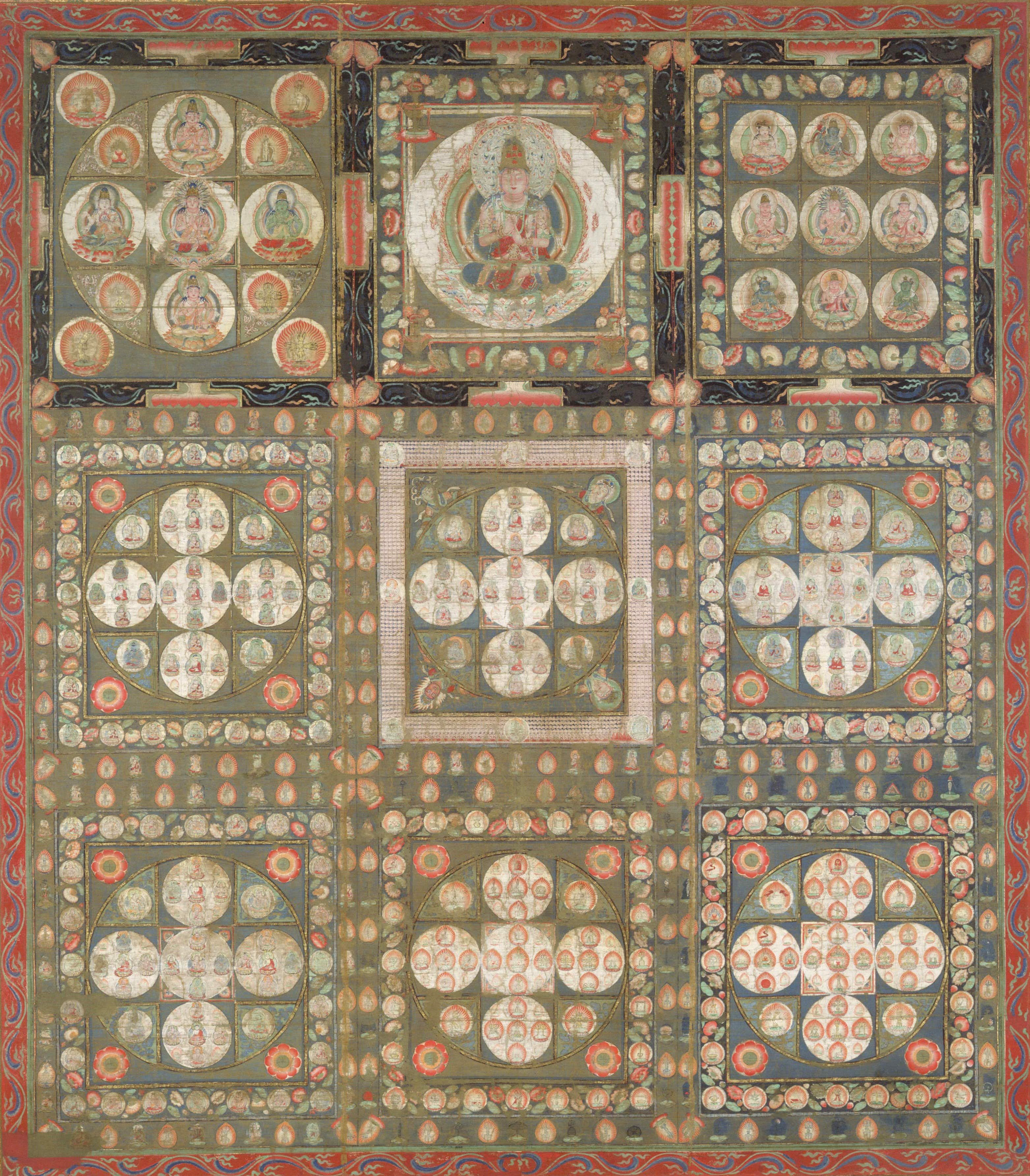
金剛界曼荼羅